# Seenotrettungsstation Warnemünde
Die Seenotrettungsstation Warnemünde liegt in Mecklenburg-Vorpommern und sichert das Seegebiet der Ostsee vor der Mündung der Warnow. Betreiber der Station ist die Deutsche Gesellschaft zur Rettung Schiffbrüchiger (DGzRS), die für die Seenotrettung im Alten Strom von Warnemünde einen Seenotkreuzer stationiert hat. Besetzt wird das Schiff von einer 4-köpfigen Crew, die ständig einsatzbereit an Bord lebt. Insgesamt stehen der Station neun hauptamtliche Kräfte zur Verfügung, die sich im 14-tägigen Rhythmus ablösen. Sie erhalten bei Bedarf Unterstützung von rund 15 Freiwilligen. Während der Dienstzeit hören die vier Seenotretter laufend den Schiffsfunk mit, um im Notfall sofort auslaufen zu können. Die Alarmierung erfolgt ansonsten durch die Zentrale der DGzRS in Bremen, wo die Seenotleitung Bremen (MRCC Bremen) ständig alle Alarmierungswege für die Seenotrettung überwacht.

## Einsatzgebiet
Das Einsatzgebiet auf der Ostsee erstreckt sich vom Kap Bukspitze mit dem Leuchtturm Buk im Westen bis zum Fischland und dem Darß im Osten. Zwischen dem mecklenburgischen Festland und den dänischen Inseln Lolland und Falster verläuft die Kadetrinne, die mit über 60.000 Schiffsbewegungen pro Jahr eine der am stärksten befahrenen Schifffahrtsstraßen Europas ist. Zwischen den Tankern, Frachtern und Passagierschiffen queren die Fährschiffe von Rostock nach Trelleborg bzw. Gedser die Schifffahrtsroute. Zusätzlich sind Fischer mit ihren Kuttern unterwegs und besonders in der Sommersaison viele Fahrtensegler.
Auch im Binnenbereich auf der Warnow mit dem Hafen Rostock können Freizeit- und Fahrgastschiffe Hilfe benötigen. Am Breitling in Hohe Düne betreibt die Deutsche Marine einen Stützpunkt.

## Aktuelle Rettungseinheit
Auf der Westseite des Alten Strom (bei Hausnummer 120) liegt der 1992 gebaute Seenotkreuzer Arkona. Er ist einer der beiden letzten Kreuzer der 27,5-Meter-Klasse von der Lürssen-Werft in Bremen-Vegesack. Gegenüber den vier Kreuzern der ersten Serie weist die Arkona mit 28,25 Meter eine 75 Zentimeter größere Länge auf. Durch die bewährte Bauweise mit doppelter Außenhaut als Selbstaufrichter zeichnet sich der Kreuzer durch eine hohe Seetüchtigkeit aus und kann bei jedem Wetter und Seegang im Küstengebiet operieren.
Wie bei den meisten größeren Seenotkreuzern seit den 1950er Jahren mit der Richtung weisenden Theodor Heuss erfolgt der Antrieb durch drei Dieselmotoren. Drei Wellen treiben die Festpropeller an, hinter denen sich jeweils ein Ruder befindet, sodass die Schiffe eine sehr gute Steuerbarkeit erreichen. Mit insgesamt 2.500 kW Antriebsleistung erreicht der Kreuzer eine maximale Geschwindigkeit von 23 Knoten. Ein Tochterboot in der Heckwanne, eine leistungsfähige Feuerlöscheinrichtung mit zwei Monitoren und eine umfangreiche Rettungsdienstausstattung bilden die Standardausrüstung für Hilfeleistungen der Seenotkreuzer bei der DGZRS. Auch für medizinische Hilfseinsätze ist eine entsprechende Notfallausrüstung an Bord.

## Zusammenarbeit
Bei umfangreicheren Rettungs- oder Suchaktionen im Revier erfolgt eine gegenseitige Unterstützung der benachbarten Stationen:
- Kreuzer der Seenotrettungsstation Darßer Ort
- Boot der Seenotrettungsstation Wustrow
- Boot der Seenotrettungsstation Kühlungsborn

## Sonstiges
Der Lotsenkommandeur Stephan Jantzen hatte ab 1866 maßgeblich den Aufbau der Rettungsstation in Warnemünde betrieben und war lange Zeit der Vormann der Station. Er war auch Namensgeber eines Seenotkreuzers der DGzRS. Sein ehemaliges Wohnhaus direkt neben dem Leuchtturm ist heute das Informationszentrum Nordost mit einer Ausstellung zum Werk der Seenotretter. Seit September 2018 hat davor das ehemalige Tochterboot des Seenotkreuzers Vormann Steffens seinen letzten Liegeplatz gefunden. Der Kreuzer selbst ist nach der Außerdienststellung zum Feuerlöschboot für den Hafen Rostock umgebaut worden.

## Stationierte Rettungseinheiten
| Stationierung von Motorrettungsbooten             |                 |          |                   |                            |              |                |                         |
| Zeitraum                                          | Schiffsname     | Reg.-Nr. | Länge oder Klasse | Anz. Motoren ges. Leistung | max. Geschw. | vorige Station | Verlegung bzw. Verbleib |
| 1913 → 1945                                       | Otto Ludewig    | KRD 412  | 11,00 Meter       | 1 → 28/50 PS               | 8 kn         | Neubau         | Kriegsverlust           |
| Stationierung von Seenotrettungseinheiten der DDR |                 |          |                   |                            |              |                |                         |
| 1953 → 1975                                       | Stoltera (I)    | ?        | 18-m-Serie        | 2 → 200 PS                 | 10 kn        | Neubau         | ausgemustert            |
| 1975 → 1989                                       | Stoltera (II)   | ?        | Typ R-17          | 2 → 420 PS                 | 10 kn        | Neubau         | ausgemustert            |
| Stationierung von Seenotrettungskreuzern          |                 |          |                   |                            |              |                |                         |
| 1990 → 1997                                       | Vormann Jantzen | KRS 21   | 23,3-Meter-Klasse | 2 → 1.944 PS               | 20 kn        | Neubau         | → Darßer Ort            |
| 1997 → 2003                                       | Theo Fischer    | SK 27    | 23-Meter-Klasse   | 2 → 2.700 PS               | 23 kn        | Neubau         | → Darßer Ort            |
| seit 2003                                         | Arkona          | SK 23    | 27,5-Meter-Klasse | 3 → 3.402 PS               | 23 kn        | von Sassnitz   | auf Station             |

Quellen: 

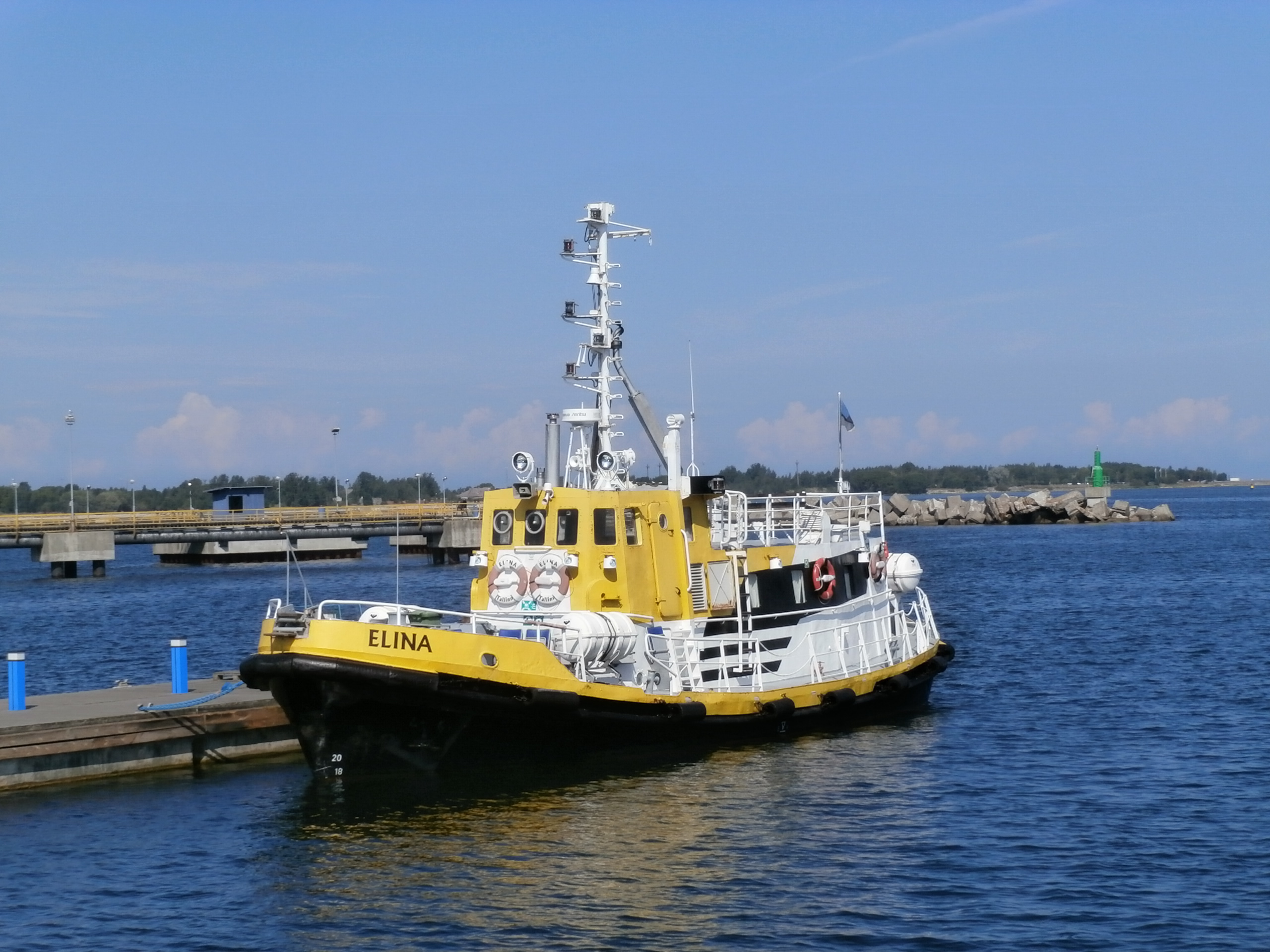
Typgleiches Boot der Stoltera (I)
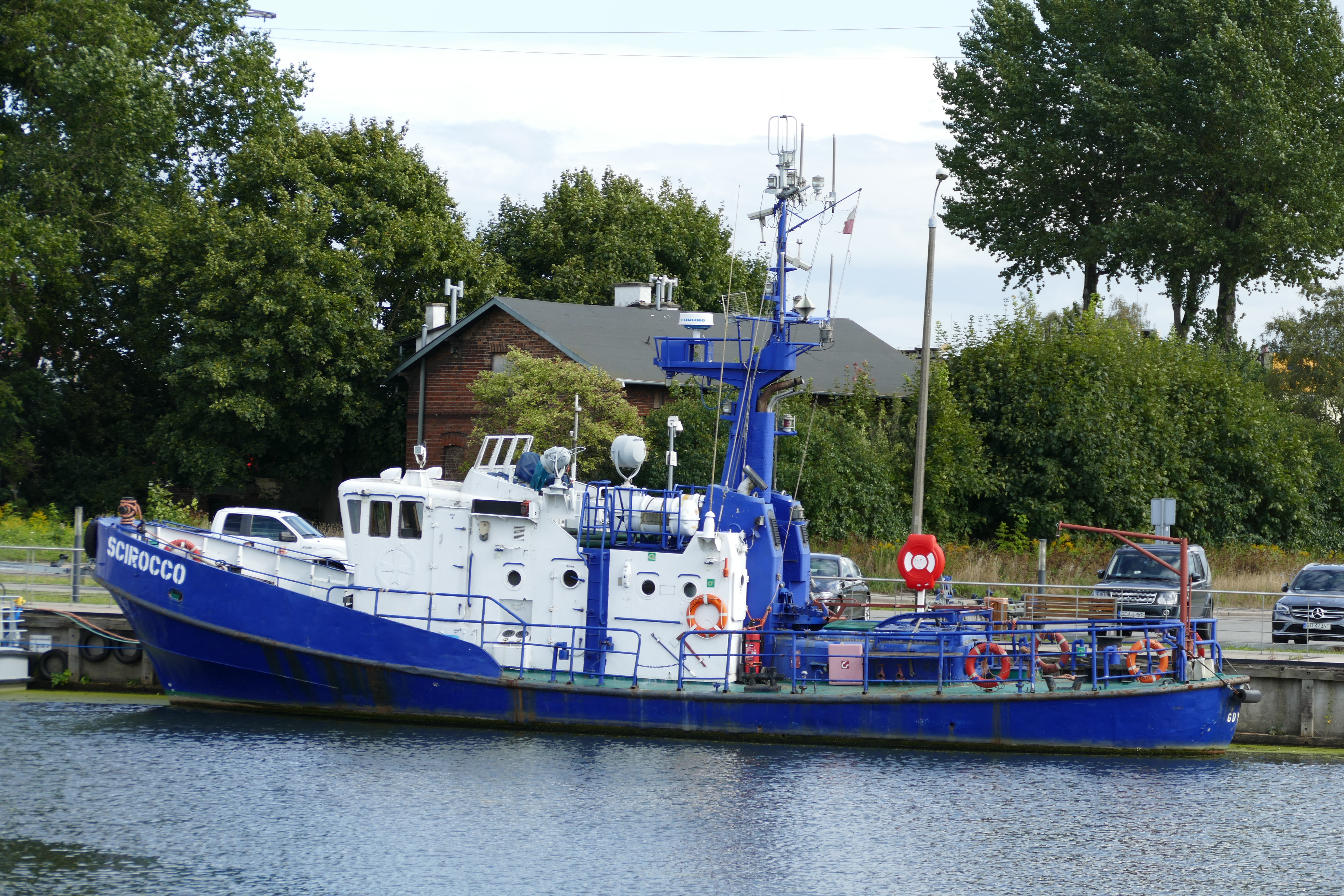
Typgleiches Boot der Stoltera (II)
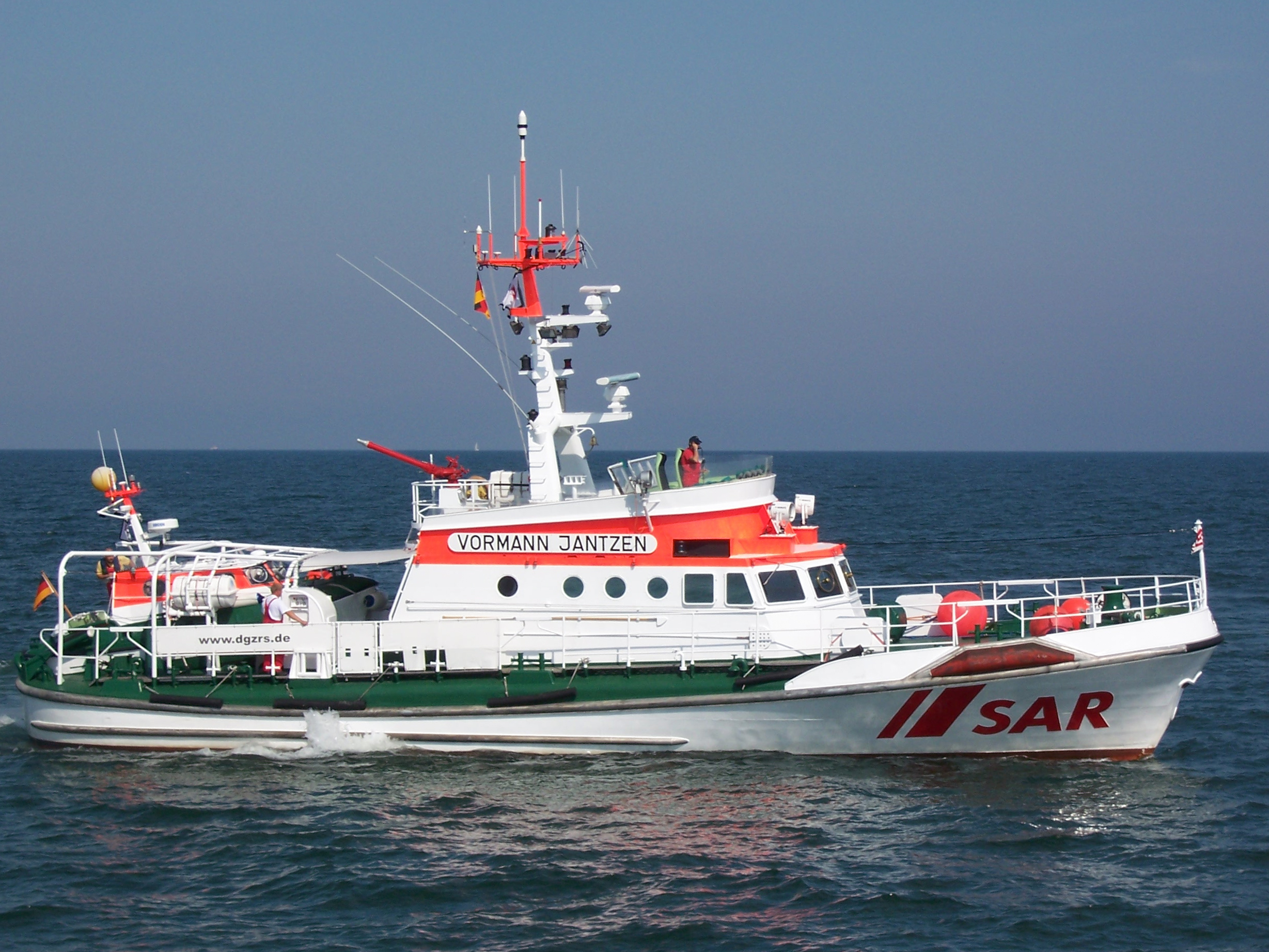
Seenotkreuzer Vormann Jantzen
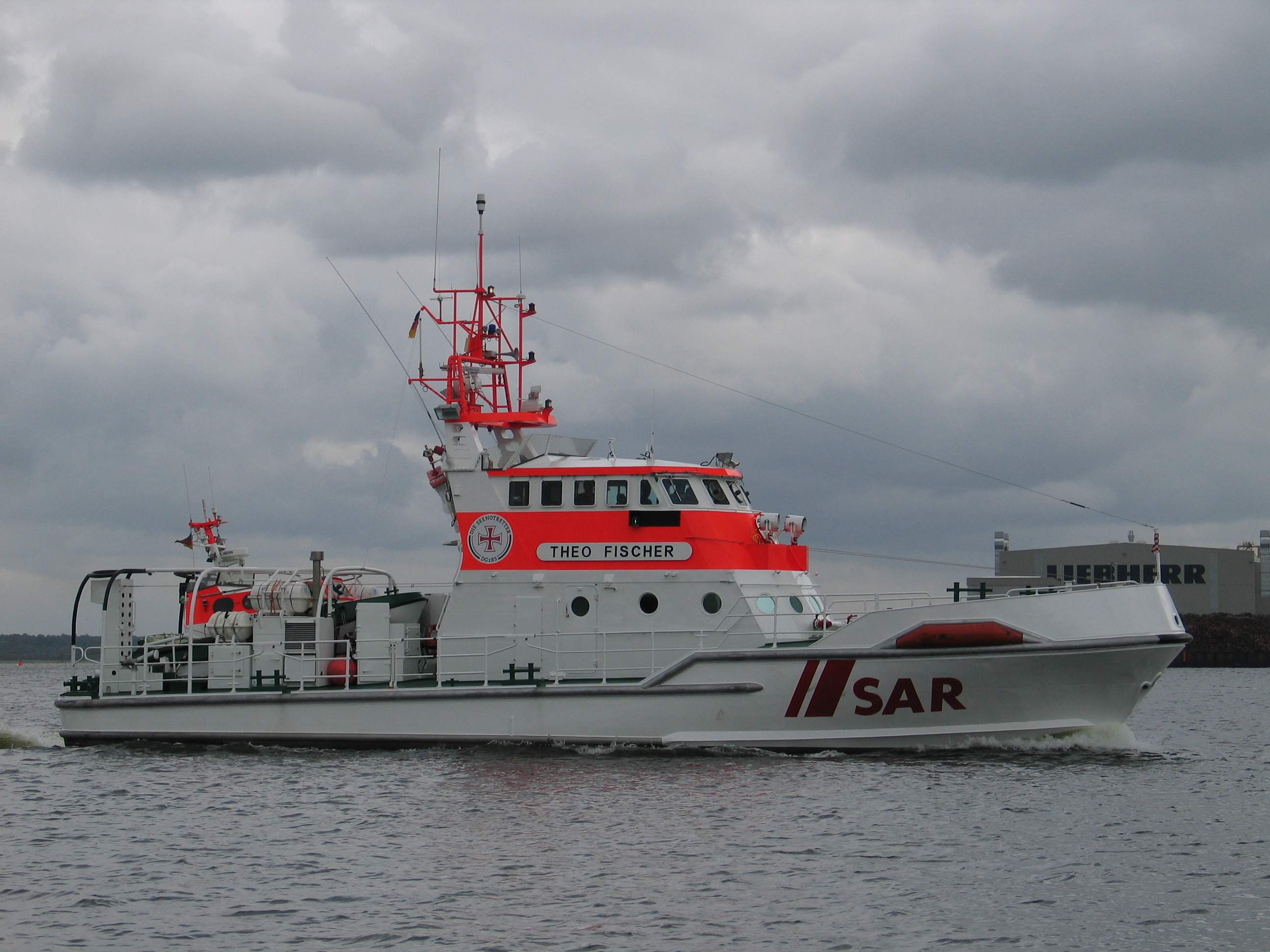
Seenotkreuzer Theo Fischer